# Philip Serjeant
Philip J. Serjeant (* 6. Oktober 1929 in West Ham, Vereinigtes Königreich) ist ein ehemaliger eswatinischer Sportschütze. 

## Leben
Philip Serjeant war bei den Olympischen Spielen 1972 in München neben Richard Mabuza einer von zwei Athleten bei der ersten Olympiateilnahme seines Landes. Im Trap-Schießwettkampf belegte er den 57. Platz und den Skeet-Wettkampf beendete er nicht.